# Distribuzione di Birnbaum-Saunders
In teoria delle probabilità la distribuzione di Birnbaum-Saunders, noto anche come distribuzione della vita a fatica, è una distribuzione di probabilità
continua, dipendente da due parametri, definita sui numeri reali positivi e utilizzata per descrivere probabilità di rottura di un sistema.
Venne descritta nel 1969 da
Z.W. Birnbaum e Sam C. Saunders
con due articoli nel Journal of Applied Probability
(A new family of life distributions e 
Estimation for a family of life distributions with applications to fatigue).

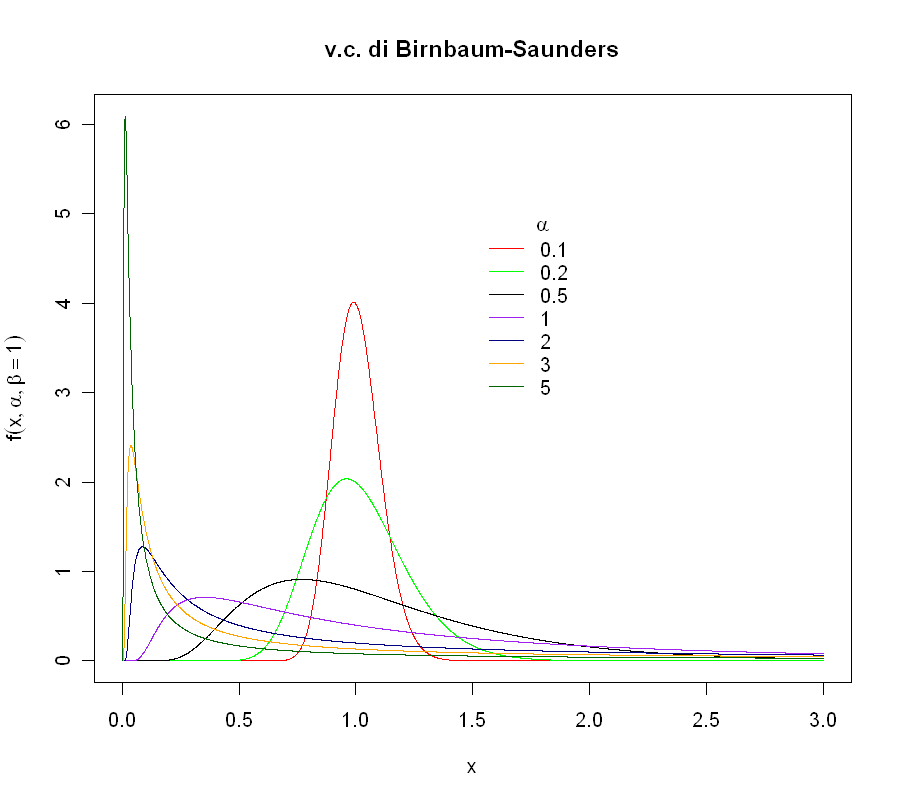
funzione di densità di probabilità per alcuni valori di α, con β=1

La funzione di densità di probabilità è
{\displaystyle f(t|\alpha ,\beta )={\frac {1}{\sqrt {2\pi }}}{\frac {{\sqrt {t/\beta }}+{\sqrt {\beta /t}}}{2\alpha t}}e^{-{\frac {({\sqrt {t/\beta }}-{\sqrt {\beta /t}})^{2}}{2\alpha ^{2}}}}}
È legata alla variabile casuale normale standardizzata dalle seguenti relazioni:
Se Z~N(0;1) e
{\displaystyle T=\beta \left[{\frac {\alpha Z}{2}}+{\sqrt {\left({\frac {\alpha Z}{2}}\right)^{2}+1}}\,\right]^{2}}
allora T è una variabile casuale di Birnbaum-Saunders con parametri {\displaystyle \alpha } e {\displaystyle \beta }.
Se T~BS(α , β) allora
{\displaystyle Z={\frac {1}{\alpha }}\left({\sqrt {\frac {T}{\beta }}}-{\sqrt {\frac {\beta }{T}}}\right)}
è distribuita come una normale standardizzata.
I momenti di ordine n sono dati da
{\displaystyle m_{n}=\beta \sum _{j=0}^{n}{2n \choose 2j}\sum _{i=0}^{j}{j \choose i}{\frac {(2(n-j+i))!}{2^{n-j+i}(n-j+i)!}}\left({\frac {\alpha }{2}}\right)^{2(n-j+i)}}
per cui valore atteso, e la mediana sono
{\displaystyle \mu ={\frac {1}{2}}\beta (\alpha ^{2}+2)}
mediana = β
la varianza e il coefficiente di variazione sono
{\displaystyle \sigma ^{2}={\frac {1}{4}}\beta ^{2}(5\alpha ^{4}+4\alpha ^{2})}
{\displaystyle cv={\frac {(5\alpha ^{4}+4\alpha ^{2})^{1/2}}{\alpha ^{2}+2}}}
mentre gli indici di simmetria e curtosi sono
{\displaystyle {\frac {44\alpha ^{3}+24\alpha }{(5\alpha ^{2}+4)^{3/2}}}}
{\displaystyle 3+{\frac {558\alpha ^{4}+240\alpha ^{2}}{(5\alpha ^{2}+4)^{2}}}}
dall'assenza di β da questi ultimi 3 indici si capisce perché il coefficiente β venga chiamato
coefficiente di scala, infatti vale che se T~BS(α,β) allora
- cT ~ BS(α , cβ), per valori positivi di c
- 1/T ~ BS(α , 1/β)

La funzione cumulata F(x) è data da
{\displaystyle F(x)=\Phi \left({\frac {1}{\alpha }}\left({\sqrt {\frac {x}{\beta }}}-{\sqrt {\frac {\beta }{x}}}\right)\right)}
dove {\displaystyle \Phi (\cdot )} è la funzione cumulata di una Normale standardizzata N(0,1)
L'inversa della funzione cumulata {\displaystyle x(p)=F^{-1}(p)}, utile per calcolare i quantili o generare numeri casuali, è data da
{\displaystyle x(p)=\beta \left({\frac {\alpha z_{p}}{2}}+{\sqrt {\left({\frac {\alpha z_{p}}{2}}\right)^{2}+1}}\right)^{2}}, per {\displaystyle 0<p<1}
dove {\displaystyle z_{p}} è il p-esimo percentile della N(0,1), così come si trova abitualmente tabulata.